# 民社
民社（みんしゃ）は、中華民国の初期に存在した中国の公開政党。1912年（民国元年）1月16日、南京で成立した。
指導者は黎元洪。有力な構成員には、藍天蔚、朱瑞、孫武、張振武、張伯烈などがいる。ジャン＝ジャック・ルソーの『社会契約論』を根本主義として掲げ、共和政体の健全な発達を目指すことを目的とすると標榜した。構成員には、黎の出身地である湖北省出身者が多かった。同年5月、参議院が北京に移るとともに、統一党、国民党、国民協進会、民国公会と合併して、共和党を結成した。

## 注
1. ↑  宋教仁らが組織した国民党とは別の政党である。